# دبليو سي دبليو باكستيج أسولت
دبليو سي دبليو باكستيج أسولت (بالإنجليزية: WCW Backstage Assault)‏ ، هي لعبة فيديو إلكترونية من نوع رياضة مصارعة الحرة، نشرها شركة إلكترونيك آرتس الأمريكية سنة 2000.

## نظام العمل
تعمل لنظامي التشغيل بلاي ستيشن ونينتندو 64.
(PS) 45.60%
(PS) 40/100

## وصلة خارجية
- دبليو سي دبليو باكستيج أسولت على موبي غيمز

خ